# Stara Kornica
Stara Kornica is een dorp in het Poolse woiwodschap Mazovië, in het district Łosicki. De plaats maakt deel uit van de gemeente Stara Kornica en telt 1 088 inwoners.